# Bo Erik Bäfverstedt
Bo Erik Bäfverstedt (ur. 1905, zm. 1990) – szwedzki dermatolog. Opisał m.in. odmianę lymphadenosis benigna cutis określaną dawniej jako sarkoid Spieglera-Fendta albo zespół Bäfverstedta, i niezwykle rzadką odmianę rybiej łuski jeżastej (tzw. typ Baevferstedta).